# Amálekiták

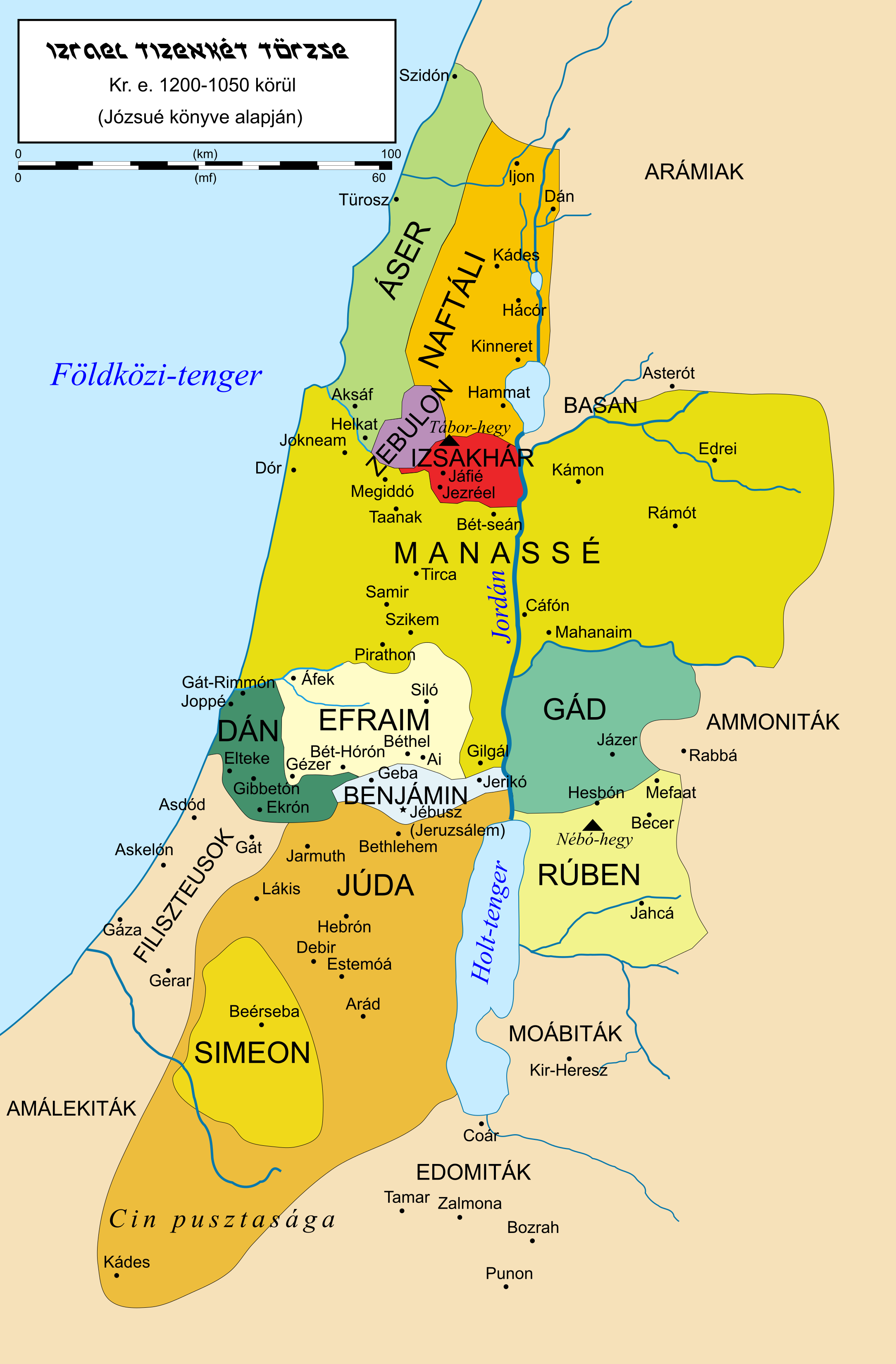
Izrael 12 törzse és az amálekiták (AMALEC) DNy-on

Az amálekiták a Kánaántól délre és délnyugatra fekvő területek és a Sínai-félsziget őslakói. Állandó háborúságban álltak az izraelitákkal, mígnem Saul király szét nem kergette őket.

## Szerepük a zsidó hagyományban
Emlékezz vissza, mit tettek veled útközben az amalekiták, amikor Egyiptomból kivonultál. Istent nem félve hátba támadtak az úton, amikor fáradt és kimerült voltál, s elszakították tőled a hátul sántikálókat. Ha az Úr, a te Istened nyugtot ad majd minden ellenségtől körülötted azon a földön, amelyet az Úr, a te Istened ad neked örökségül, Amaleknek még az emlékét is töröld el a földön. Ne feledd el!

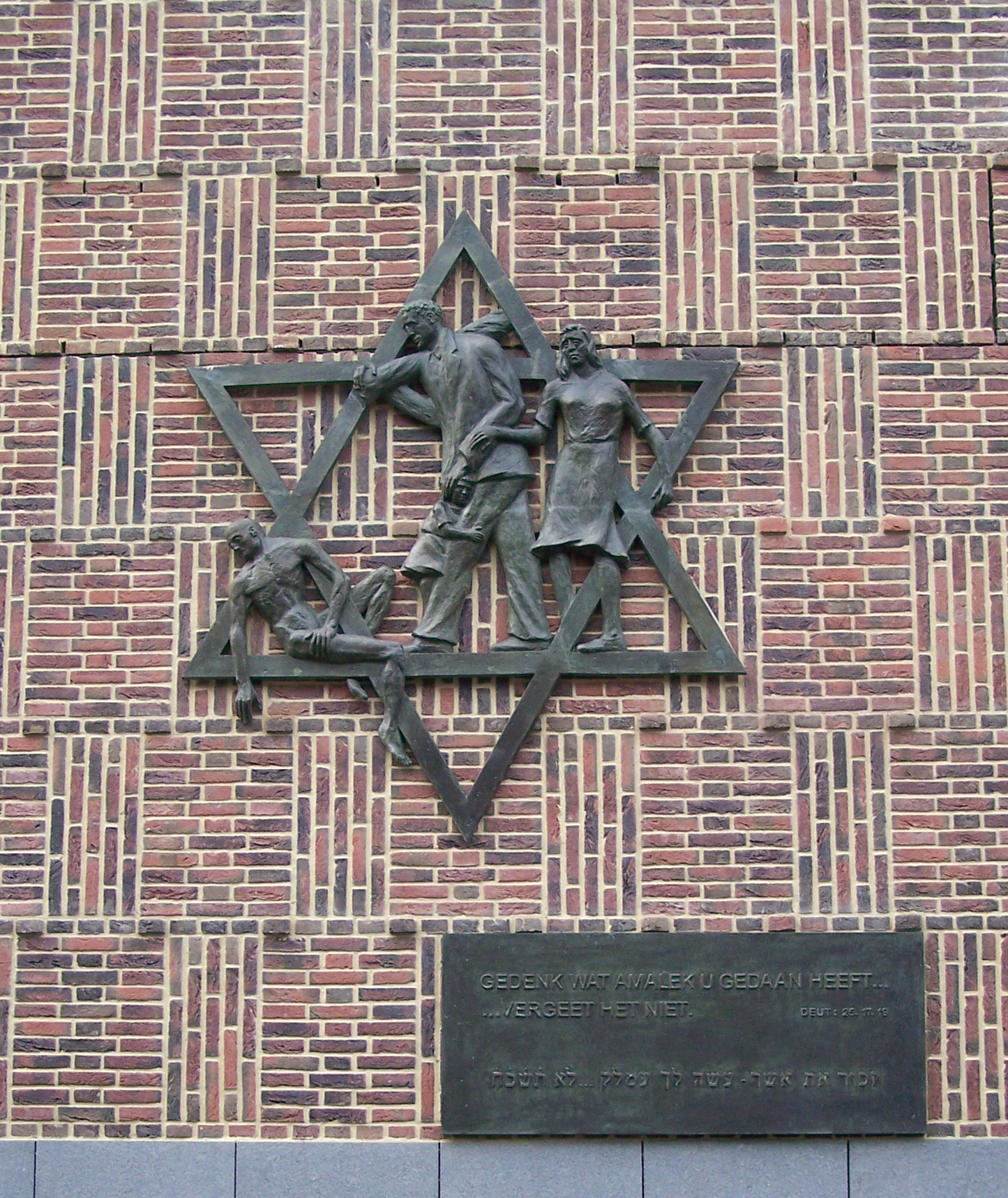
„Davidster” (Dávid-csillag) Holokauszt-emlékmű Hágában. Az oldalszöveg (hollandul és héberül): MTörv 25:17, 19 – „Emlékezz, mit tett veled Amalek, midőn kivonultál Egyiptomból … Ne feledd el!”

A judaizmusban az amalekiták a zsidók ősellenségét jelentik. A zsidó néphagyományban az amalekitákat a gonosz jelképének tekintik.
Nur Masalha, Elliott Horowitz és Josef Stern szerint az amalekiták az „örök kibékíthetetlen ellenséget” reprezentálják, aki zsidókat akar gyilkolni, és a zsidók a rabbinikus hagyományban (a Második Templom lerombolása után) a zsidók aktuális ellenségeit Hámánnal vagy az amalekitákkal azonosítják, és némely zsidók úgy vélik, a megelőző erőszak elfogadható ez ellenségekkel szemben. Az Amalekkel azonosított csoportok között találjuk a rómaiakat, nácikat, sztálinistákat és olyan vezetőket mint Mahmoud Ahmadinejad.
A neves középkori rabbi, filozófus, teológus Maimonidész szerint az amálekiták Ézsau, vagyis Edom utódai, akiket „meg kell semmisíteni és nevüket is el kell törölni”, Amálek túlélő utódai pedig „Róma és a Katolikus egyház”.

## Keniták
Feltehetően az amálekiták kötelékébe tartoztak a keniták, akiket a Biblia Káin leszármazottaiként említ (Szám 24,21). A keniták Palesztina legdélibb részén legeltették nyájaikat, és Saul idejében valószínűleg különváltak az amalekitáktól és Júda törzséhez csatlakoztak.